# Museo della Cattedrale (Ferrara)
Das Museo della Cattedrale (deutsch Kathedralmuseum) von Ferrara befindet sich in der ehemaligen Kirche San Romano in der Via San Romano, nur wenige Schritte von der Kathedrale San Giorgio entfernt. Es beherbergt einige Meisterwerke aus der Kathedrale.

## Geschichte
Das Museum wurde 1929 dank der engen Zusammenarbeit zwischen dem Erzbischof Ruggero Bovelli und dem Podestà Renzo Ravenna gegründet. Einen entscheidenden Beitrag leistete Giuseppe Agnelli, der damalige Direktor der Biblioteca Ariostea und eine wichtige Persönlichkeit des kulturellen Lebens in Ferrara. Die Einweihung des Museums fand einige Jahre vor der 800-Jahr-Feier des Doms statt und stand in engem Zusammenhang mit der Gründung der Opera del Duomo.
Im Jahr 2000 bezog das Museum seine neuen Räumlichkeiten in der ehemaligen Kirche San Romano (von der neben dem Kirchenraum noch ein wertvoller Kreuzgang erhalten ist, um den sich einige Museumsräume und die Kasse gruppieren). Das Kloster San Romano beherbergte seit dem 10. Jahrhundert die Benediktinermönche der Abtei Fruttuaria, bevor es an die Augustiner-Chorherren übergeben wurde. Auf dem Tympanon des Kirchenportals ist San Romano als Ritter dargestellt. Das Werk wird dem Bildhauer Niccolò zugeschrieben, der auch den Heiligen Georg im Tympanon des Hauptportals der Kathedrale geschaffen hat, und stammt aus dem Jahr 1143.

## Ausstellungsrundgang

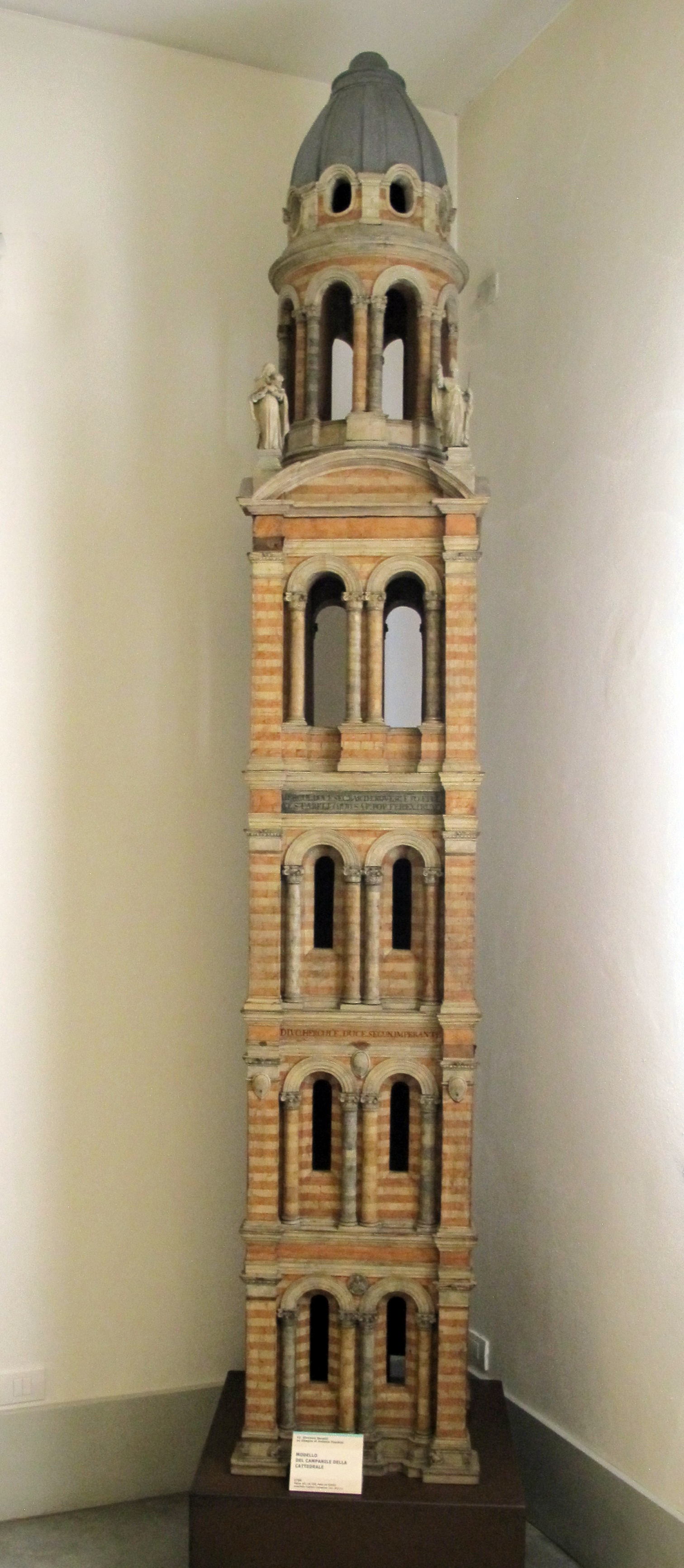
Modell des Glockenturms der Kathedrale nach dem ursprünglichen Entwurf, der nie vollendet wurde

Der erste Saal befindet sich im ersten Stock über der Kasse und beherbergt Buchmalereien aus dem 14. und 15. Jahrhundert (ein Gesangbuch, ein Psalter und zweiundzwanzig Chorbücher aus der Renaissance, die von Guglielmo Giraldi, dem lokalen Meister, Jacopo Filippo Argenta, Martino da Modena, Giovanni Vendramin und Don Sigismondo da Fiesso mit Miniaturen verziert wurden), verschiedene Steinmetzarbeiten, darunter die Überreste eines Ambos aus Voghenza aus dem 8. Jahrhundert und ein Basrelief-Porträt von Giovanni Bessarione, das während seiner Anwesenheit in der Stadt während des Konzils von Ferrara (1438) angefertigt wurde. Zu sehen ist auch eine Rekonstruktion des Glockenturms mit der oberen Zelle und dem runden Sockel, der nie realisiert wurde.
Der zweite Saal befindet sich in der ehemaligen Sakristei der Kirche San Romano und ist mit einem bemalten Kreuzrippengewölbe überdacht. Er ist vom Kreuzgang aus zugänglich und beherbergt die Granatapfelmadonna (Madonna Silvestri) von Jacopo della Quercia (1403–1408), eine Madonna mit Kind von Cavalier d’Arpino und ein Mosaikfragment, das den Kopf der Jungfrau von einem anonymen venetischen Meister des 12. Jahrhunderts zeigt.
Der dritte und letzte Raum ist das Kirchenschiff, in dem die wichtigsten Meisterwerke ausgestellt sind:
- Das Orgelgehäuse aus der Kathedrale von Ferrara von Cosmè Tura, mit dem Heiligen Georg und der Prinzessin auf der einen Seite und einer Verkündigung in prächtiger perspektivischer Architektur auf der anderen (1469). Es handelt sich um eines der berühmtesten Werke der Schule von Ferrara.
- Der Monatszyklus von der Porta dei Mesi des Doms (im 18. Jahrhundert zerstört). Die verschiedenen Hochreliefs, die Personen und landwirtschaftliche Tätigkeiten im Zusammenhang mit den Monaten darstellen, sind das Werk des anonymen Meisters der Monate (tätig zwischen ca. 1220 und 1230), einer der wichtigsten Persönlichkeiten der italienischen Bildhauerei des 13. Jahrhunderts, ein Bindeglied zwischen Benedetto Antelami und Niccolò Pisano.
- Eine Serie von acht prächtigen Wandteppichen aus der Mitte des 16. Jahrhunderts mit den Geschichten des Heiligen Georg und des Heiligen Maurelio, die in Ferrara von den Werkstätten der Este unter der Leitung des flämischen Künstlers Johannes Karcher nach Zeichnungen von Garofalo und Camillo Filippi ausgeführt wurden.
- Ein Kapitell aus dem 13. Jahrhundert mit den Geschichten von Johannes dem Täufer, ebenfalls aus der Porta dei Mesi.
- Andere Steinmetzarbeiten (Magistri Comacini, Campionesische Meisteri und eine dem Niccolò zugeschriebene Tafel).
- Eine Madonna mit Kind und zwei Stiftern von Domenico Panetti und drei Gemälde mit religiösen Themen von Garofalo.
- Einige wertvolle Reliquienschreine aus dem 14. und 15. Jahrhundert, sakrale Gewänder.

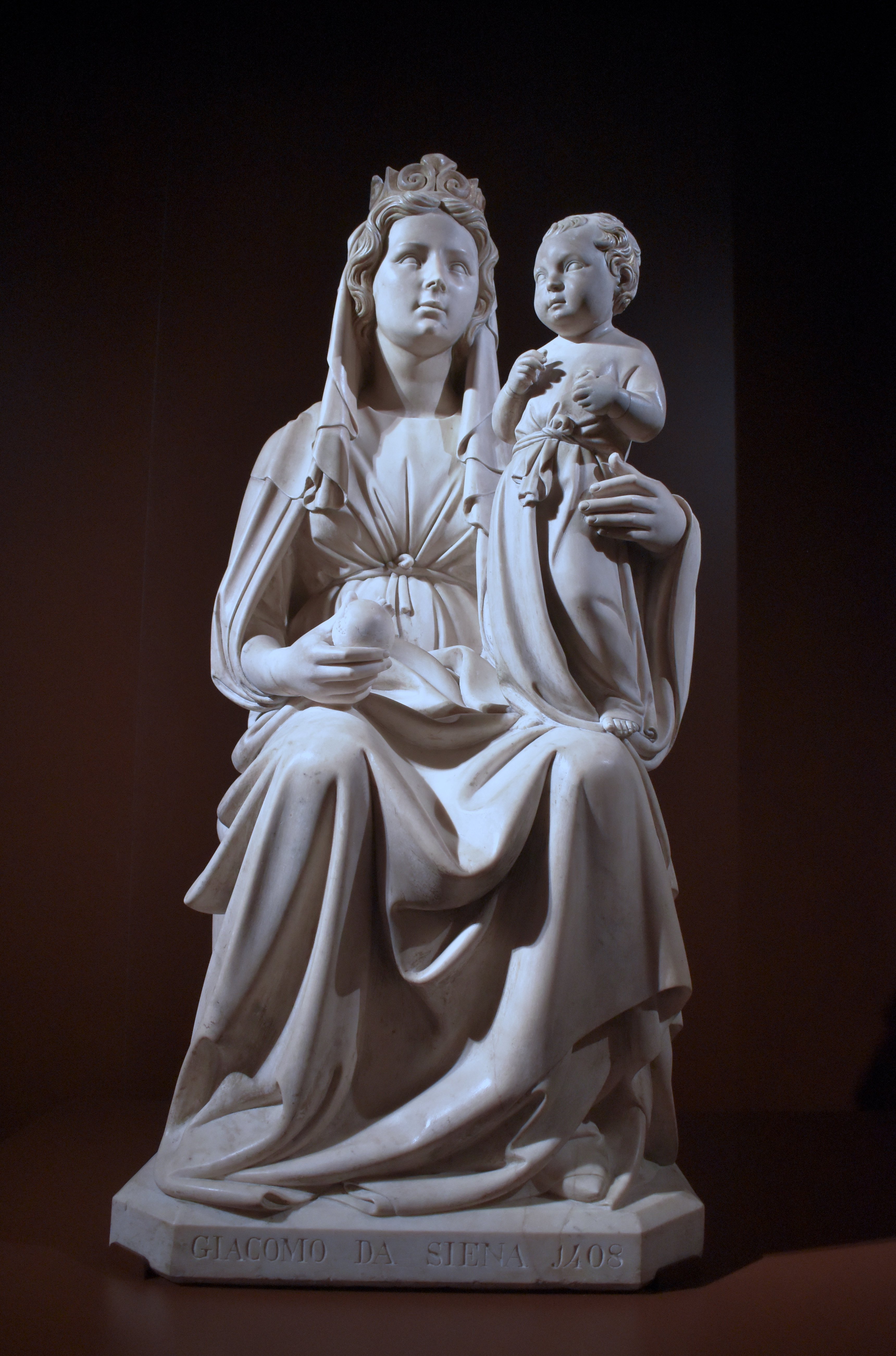
Die Granatapfelmadonna von Jacopo della Quercia
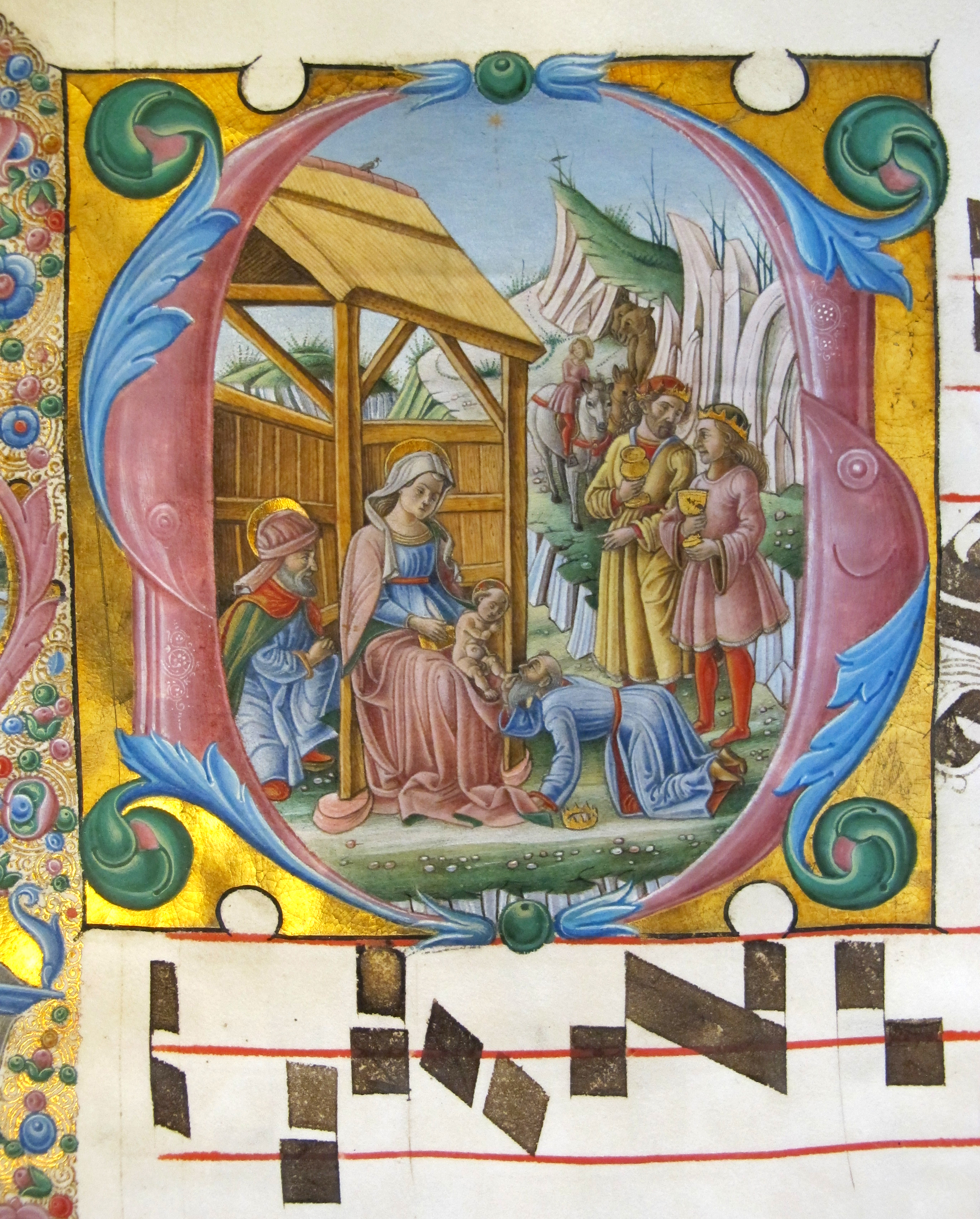
Antiphonale von Jacopo Filippo Argenta
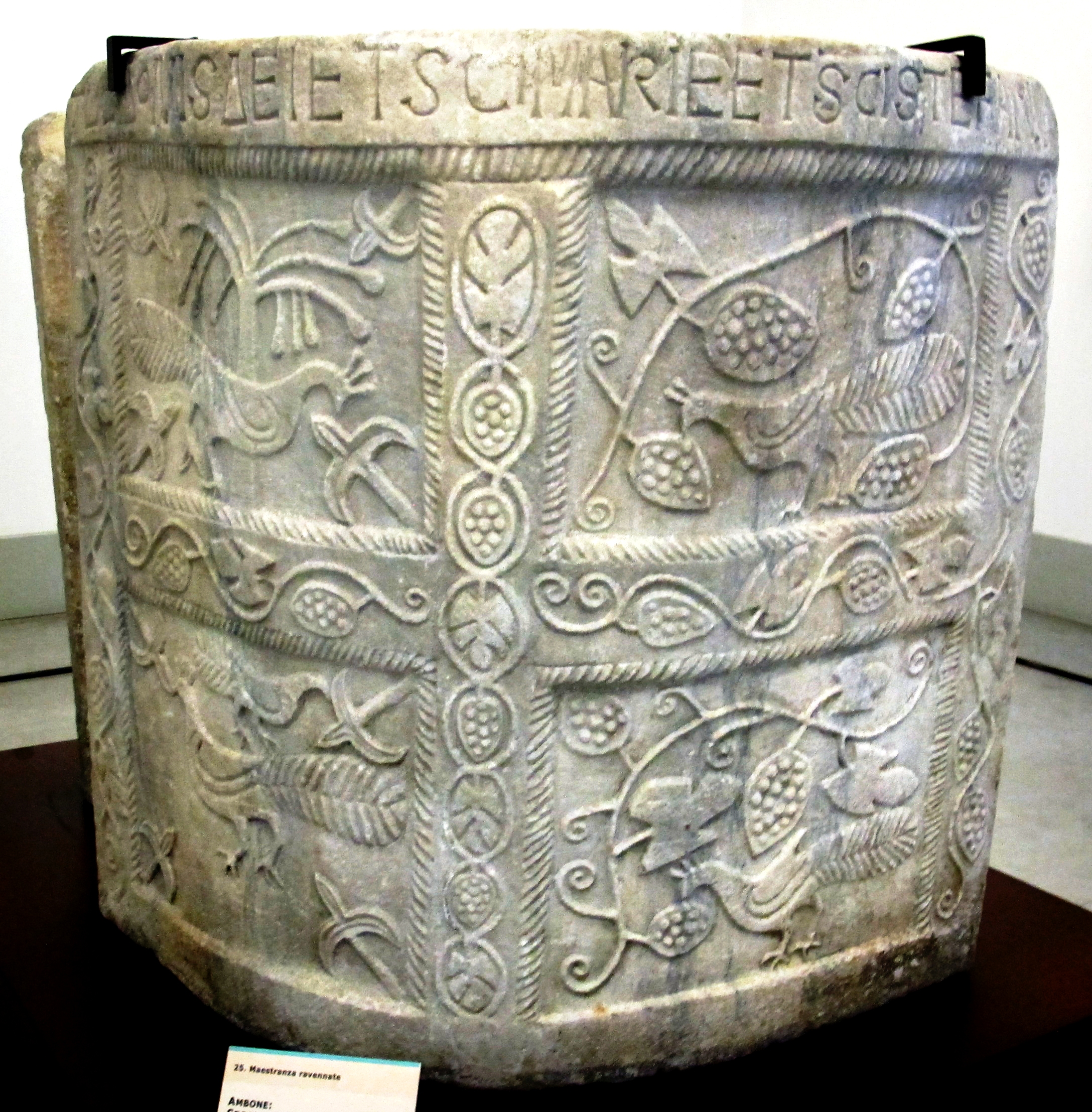
Ambo mit Pflanzen- und Tiermotiven
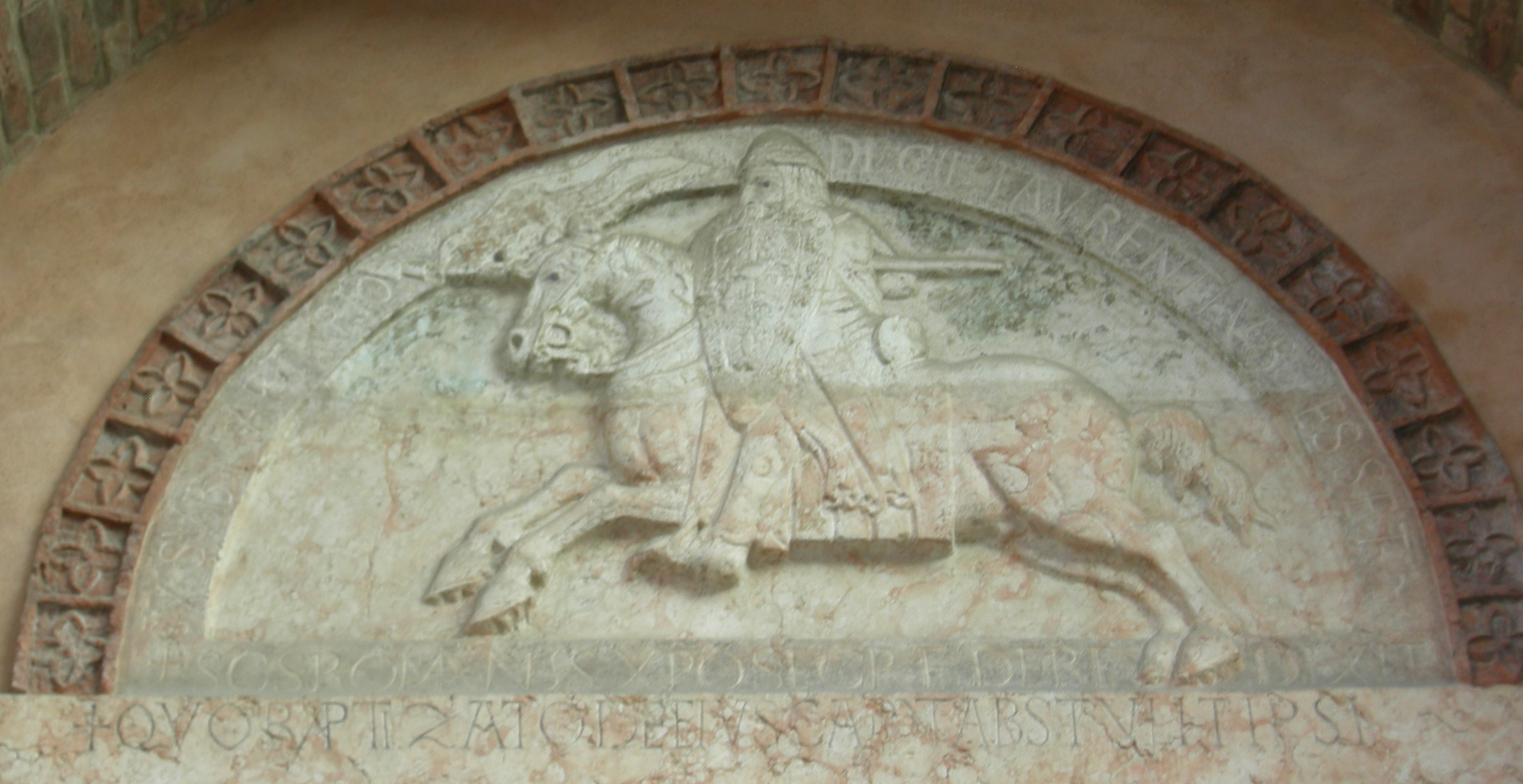
Giebel der Kirche von San Romano, Werk von Niccolò und seiner Werkstatt
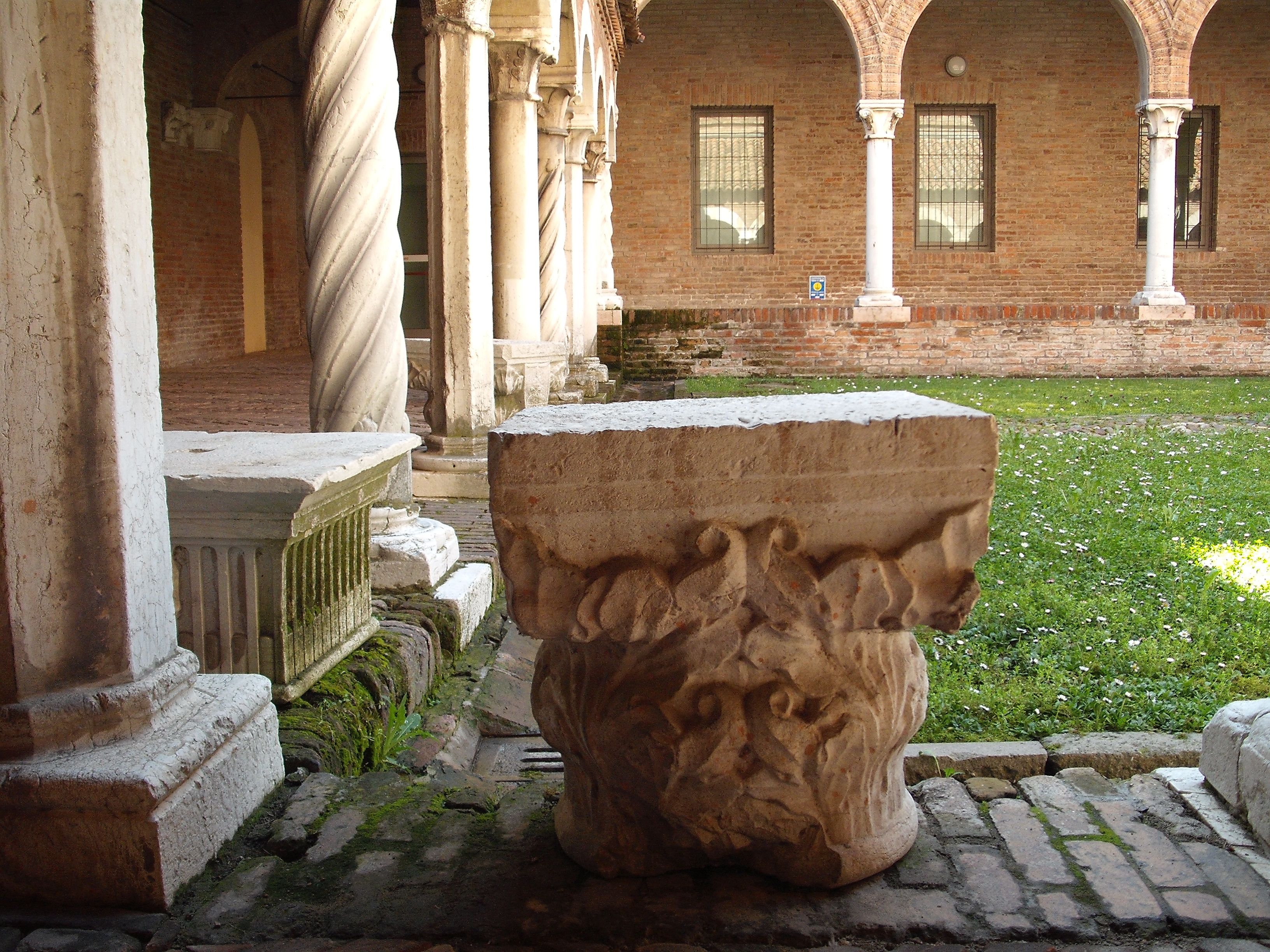
Kreuzgang von San Romano